# Copenhagen Lions
Copenhagen Lions var en dansk ishockey- og skøjteklub fra København, der fra etableringen i 2014 havde hjemmbane i Østre Skøjtehal, og som flyttede til Ørestad Skøjtehal, da den åbnede i efteråret 2016. Klubben gik konkurs i 2018.
Copenhagen Lions' førstehold spillede sin første turneringskamp nogensinde den 26. september 2014 på udebane mod Gladsaxe Bears, og opgøret i 2. division øst endte med en Lions-sejr på 9-4. Holdet debuterede i 1. division den 14. september 2016 med en 5-3-sejr på udebane over IC Gentofte Stars og endte sæsonen på 14.-pladsen.
Copenhagen Lions blev erklæret konkurs den 24. januar 2018, midt i dens anden sæson i 1. division. I oktober 2018 blev 11 af klubbens tidligere bestyrelsesmedlemmer politianmeldt for pligtforsømmelse af konkursboets kurator, advokat Morten Bjerregaard, der hævdede at der var sket et misbrug af tilskudsmidler fra Københavns Kommune på grund af mangel på økonomistyring fra klubbens side. Kommunen havde anmeldt et tab på mere end 7 millioner kroner.